# Conformicide
Conformicide es el cuarto álbum de estudio de la banda estadounidense de thrash metal Havok, lanzado el 10 de marzo de 2017. Es el primer álbum de Havok para Century Media Records después de haber lanzado sus tres álbumes anteriores y el EP Point of No Return de 2012 en Candlelight Records, Además de ser el único lanzamiento con el bajista Nick Schendzielos, es el primer álbum de estudio desde Unnatural Selection (2013), por lo que es el periodo más largo de tiempo entre los álbumes de la banda. 

## Lista de Canciones
Todas las letras escritas por David Sanchez, toda la música compuesta por Havok. Todas las letras fueron escritas por David Sanchez. 
| N.º | Título                 | Duración |  |
| 1.  | «F.P.C.»               | 5:20     |  |
| 2.  | «Hang 'Em High»        | 4:49     |  |
| 3.  | «Dogmaniacal»          | 5:55     |  |
| 4.  | «Intention to Deceive» | 5:42     |  |
| 5.  | «Ingsoc»               | 7:41     |  |
| 6.  | «Masterplan»           | 6:25     |  |
| 7.  | «Peace Is in Pieces»   | 5:17     |  |
| 8.  | «Claiming Certainty»   | 3:42     |  |
| 9.  | «Wake Up»              | 5:41     |  |
| 10. | «Circling the Drain»   | 7:17     |  |

Bonus Track Digital en CD

| CD Digipak Bonus Tracks |                               |          |  |
| N.º                     | Título                        | Duración |  |
| 11.                     | «String Break»                | 0:43     |  |
| 12.                     | «Slaughtered» (Pantera cover) | 3:55     |  |

Bonus Tracks en la Edición de Vinilo

| Vinyl Bonus Tracks |                               |          |  |
| N.º                | Título                        | Duración |  |
| 11.                | «String Break»                | 0:43     |  |
| 12.                | «Slaughtered» (Pantera cover) | 3:55     |  |
| 13.                | «Claiming Certainty» (Live)   | 3:42     |  |

## Personal
Havok
- David Sanchez - Voz principal, Guitarra rítmica
- Reece Scruggs - Guitarra solista, Coros
- Pete Webber - Batería
- Nick Schendzielos - Bajo, Coros

Invitados
- John Hernández - gritos adicionales
- Tim Ryan - Anuncio de noticias introductorias en "Intention to Deceive"

## Gráficos
| Chart (2017) | Peak position |
| ------------ | ------------- |
| 124          | 124           |
| 94           | 94            |
| 96           | 96            |
| 68           | 68            |